# White Cloud, Kansas
White Cloud är en ort i Doniphan County i Kansas. Vid 2020 års folkräkning hade White Cloud 115 invånare.